# Mexicaanse algemene verkiezingen 2021
Op zondag 6 juni 2021 vonden in Mexico algemene verkiezingen plaats, halverwege de ambtstermijn van de President van Mexico, Andrés Manuel López Obrador. Het Nationaal Electoraal Instituut sprak van de grootste verkiezingen in de geschiedenis van het land. Er werd gestemd voor:
- 500 leden voor de kamer van afgevaardigden

- 15 gouverneurs
- 1.063 afgevaardigden voor wetgevende vergaderingen in deelstaten
- 1.926 burgemeesters
- Ongeveer 17.000 posities in gemeenteraden

## Kamer van Afgevaardigden
Alle 500 leden van de Kamer van Afgevaardigden waren verkiesbaar op 6 juni. De winnaars in elk van de 300 kiesdistricten werden direct gekozen en de resterende 200 leden werden door evenredige vertegenwoordiging in vijf kiesregio´s bepaald. De afgevaardigden zijn voor een termijn van drie jaar gekozen. Dankzij een verandering in de wetgeving in 2014 kunnen afgevaardigden maximaal driemaal herkozen worden. Ongeveer 450 afgevaardigden uit de periode 2018-2021 stelden zich herkiesbaar.

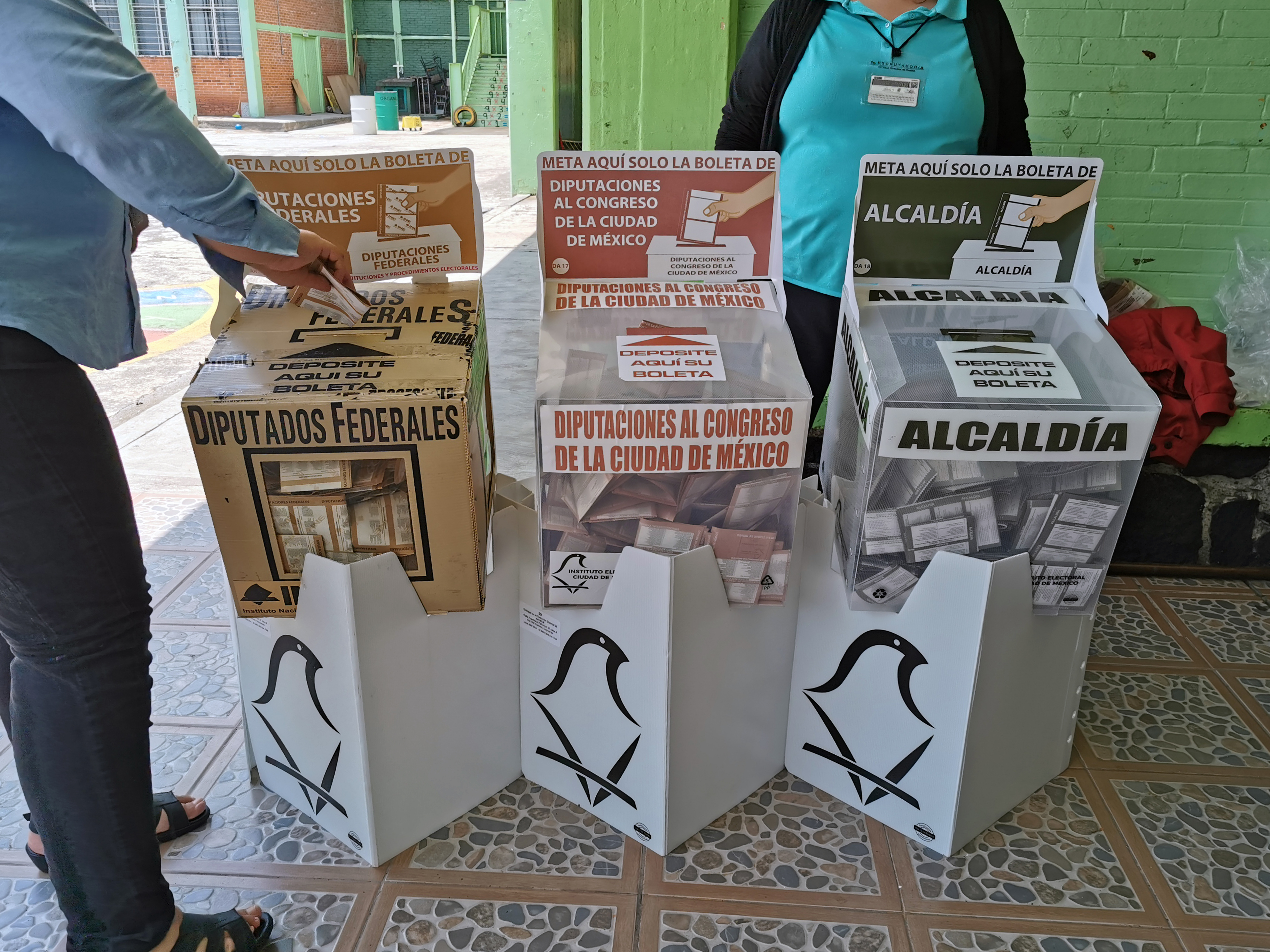
Een vrouw stemt bij een stembus, Mexico City, 6 juni 2021.

### Partijen
Voor de verkiezing op federaal niveau, voor de Kamer van Afgevaardigden, waren tien politieke partijen toegelaten, waarvan drie nieuwe. De zeven oude partijen waren Morena, PAN, PRI, PRD, PT, PVEM en MC. De drie nieuwe partijen waren de Partido Encuentro Solidario (PES), Fuerza por México (FXM) en Redes Sociales Progresistas (RSP). PES is de opvolger van de Partido Encuentro Social , eveneens afgekort als PES, die een alliantie had gevormd met Morena voor de verkiezingen van 2018 maar daarbij de kiesdrempel niet had gehaald. FXM is opgericht door oud-leden van Nieuwe Alliantie (PANAL), een partij die ook haar nationale licentie had verloren. RSP is een partij opgericht door leden van de onderwijzersvakbond waar destijds Elba Gordillo de leider van was. De drie nieuwe partijen hebben hun steun betuigd aan de regering-López Obrador.
Oude partijen mogen allianties vormen, nieuwe partijen niet. Er waren twee allianties aangemeld bij het Nationaal Electoraal Instituut. De alliantie genaamd Va Por México (Voor Mexico) van vroegere aartsrivalen PRI, PAN en PRD kwam in 219 van de 300 kiesdistricten met een gezamenlijke kandidaat, waarvan 77 van PRI, 72 van PAN en 70 van PRD. De regeringsgezinde alliantie Juntos Hacemos Historia (Samen maken we geschiedenis) van Morena, PT en PVEM kwam in 183 kiesdistricten met een gezamenlijke kandidaat, waarvan 88 van Morena, 50 van PT en 45 van PVEM. MC nam niet deel aan allianties.
Onafhankelijke kandidaten konden tot 31 januari 2021 zich inschrijven met de benodigde handtekeningen van steunbetuigers.
| Alliantie      | Alliantie                      | Partij(en) | Partij(en)                            | Partij(en)                                | 2018   | 2018        | 2021   | 2021        | Zetelverdeling |
| Alliantie      | Alliantie                      | Partij(en) | Partij(en)                            | Partij(en)                                | Zetels | Stemmen (%) | Zetels | Stemmen (%) | Zetelverdeling |
| -------------- | ------------------------------ | ---------- | ------------------------------------- | ----------------------------------------- | ------ | ----------- | ------ | ----------- | -------------- |
|                | Juntos Hacemos Historia (2021) |            |                                       | Morena                                    | 192    | 37,16%      | 198    | 34,10%      |                |
|                | Juntos Hacemos Historia (2021) |            | Partij van de Arbeid                  | 60                                        | 3,93%  | 37          | 3,25%  |             |                |
|                | Juntos Hacemos Historia (2021) |            | Groene Ecologische Partij van Mexico  | 16                                        | 4,80%  | 43          | 5,43%  |             |                |
|                | Va Por México (2021)           |            |                                       | Nationale Actiepartij                     | 82     | 17,93%      | 114    | 18,24%      |                |
|                | Va Por México (2021)           |            | Institutioneel Revolutionaire Partij  | 45                                        | 16,57% | 70          | 17,73% |             |                |
|                | Va Por México (2021)           |            | Partij van de Democratische Revolutie | 21                                        | 5,29%  | 15          | 3,64%  |             |                |
|                |                                |            |                                       | Partij van de Burgerbeweging              | 27     | 4,42%       | 23     | 7,01%       |                |
|                |                                |            |                                       | PES                                       | 55     | 2,41%       | -      | 2,75%       |                |
|                |                                |            |                                       | Nieuwe Alliantie (alleen 2018)            | 2      | 2,48%       | -      | -           |                |
|                |                                |            |                                       | Onafhankelijk                             |        | 0,96%       |        | 0,09%       |                |
|                |                                |            |                                       | Fuerza Por México (alleen 2021)           |        |             |        | 2,47%       |                |
|                |                                |            |                                       | Redes Sociales Progresistas (alleen 2021) |        |             |        | 1,76%       |                |
| Totaal         | Totaal                         | Totaal     | Totaal                                | Totaal                                    | 500    |             | 500    |             |                |
| Bron: INE (PR) |                                |            |                                       |                                           |        |             |        |             |                |

### Campagne

#### Kalender
De pre-campagne liep van 23 december 2020 tot 31 januari 2021. Het verzamelen van handtekeningen voor de inschrijving van onafhankelijke kandidaten liep van 3 december 2020 tot 31 januari 2021. De eigenlijke campagne liep van 4 april tot 2 juni 2021. Gekozen kandidaten werden op 1 september 2021 in hun ambt geïnstalleerd.

#### Thema´s
Tijdens de pre-campagne hebben de verschillende partijen de toon gezet. De alliantie Morena-PT-PVEM had als doel het project van de regering-López Obrador te consolideren. De alliantie PRI-PAN-PRD riep op om de democratie te verdedigen door de meerderheid in de Kamer van Afgevaardigden te heroveren. De verkiezingen werden derhalve voorgesteld door beide allianties als een test van de steun voor de regering-López Obrador. Volgens analisten was met name het beleid van de regering inzake de pandemie van COVID-19 een centraal thema.

### Resultaten
Op zondag 6 juni om 23.00 uur publiceerde het Nationaal Electoraal Instituut een officiële schatting van de resultaten op federaal niveau. De regerende alliantie rond Morena had volgens deze schatting een hoger percentage van de stemmen gekregen en meer zetels behaald dan bij de verkiezingen in 2018 en kon rekenen op een absolute meerderheid in de Kamer. Echter, de regerende alliantie haalde volgens deze schatting de tweederdemeerderheid van 334 zetels niet die het had verworven tussen 2018 en 2021 vanwege de overloop van kamerleden uit oppositiepartijen naar Morena. De regerende alliantie zou naar schatting uitkomen tussen 268 en 298 zetels, minder dan de 334 benodigd om grondwetswijzigingen door te kunnen voeren.
Het opkomstpercentage lag beduidend hoger dan bij vergelijkbare verkiezingen in 2015: 52.7% in 2021 tegen 47.72% in 2015.

#### Reacties
President Andrés Manuel López Obrador vierde het behalen van de absolute meerderheid in de Kamer en de winst in het percentage stemmen voor de regeringscoalitie in vergelijking met 2018. Oppositiepartijen vierden de toename in het aantal zetels in vergelijking met de situatie kort voor de verkiezingen en daarmee het verlies van de gekwalificeerde meerderheid van de regeringscoalitie.
In het buitenland was er vooral veel aandacht voor het geweld rond de verkiezingsstrijd. Een honderdtal politici werd vermoord tijdens de campagne, waaronder 36 kandidaten. De Hoge Commissaris voor de Mensenrechten van de Verenigde Naties, Michelle Bachelet, noemde het verschijnsel alarmerend en riep de regering van Mexico op de schuldigen te straffen.

## Gouverneurs
In 15 van de 31 deelstaten werden gouverneurs gekozen. Gouverneurs worden voor een periode van zes jaar verkozen. In veertien van deze deelstaten was de gouverneur in 2015 gekozen; alleen in Baja California was de gouverneur in 2019 gekozen. De resultaten weerspiegelen de verschuiving van de verkiezingen van 2018: De PRI verloor haar acht gouverneurs, waarvan zeven aan Morena en een aan PVEM. PAN behield twee van de vier gouverneurs. In Nuevo León nam de Partij van de Burgerbeweging het gouverneurschap over van de onafhankelijke Jaime Rodriguez.
| Deelstaat           | Zittende Gouverneur          | Partij | Partij | Gekozen Gouverneur | Gekozen Gouverneur            | Partij | Partij |
| ------------------- | ---------------------------- | ------ | ------ | ------------------ | ----------------------------- | ------ | ------ |
| Baja California     | Jaime Bonilla Valdéz         |        |        |                    | Marina Ávila Olmeda           |        |        |
| Baja California Sur | Carlos Mendoza Davis         |        |        |                    | Victor Manuel Castro Cosío    |        |        |
| Campeche            | Carlos Aysa González         |        |        |                    | Layda Elena Sansores          |        |        |
| Chihuahua           | Javier Corral Jurado         |        |        |                    | María Eugenia Campos Galván   |        |        |
| Colima              | José Ignacio Peralta         |        |        |                    | Indira Vizcaíno Silva         |        |        |
| Guerrero            | Héctor Astudillo Flores      |        |        |                    | Evelyn Salgado                |        |        |
| Michoacan           | Silvano Aureoles Conejo      |        |        |                    | Alfredo Ramirez Bedolla       |        |        |
| Nayarit             | Antonio Echeverría García    |        |        |                    | Miguel Angel Navarro Quintero |        |        |
| Nuevo León          | Jaime Rodríguez Calderón     |        |        |                    | Samuel García Sepúlveda       |        |        |
| Querétaro           | Francisco Dominguez Servién  |        |        |                    | Mauricio Kuri Gonzalez        |        |        |
| San Luis Potosí     | Juan Manuel Carreras         |        |        |                    | Ricardo Gallardo Cardona      |        |        |
| Sinaloa             | Quirino Ordaz Coppel         |        |        |                    | Rubén Zarazúa Rocha           |        |        |
| Sonora              | Claudia Pavlovich Arellano   |        |        |                    | Alfonso Durazo                |        |        |
| Tlaxcala            | Marco Antonio Mena Rodriguez |        |        |                    | Lorena Cuéllar Cisneros       |        |        |
| Zacatecas           | Alejandro Tello Cristerna    |        |        |                    | David Monreal Ávila           |        |        |

1917 · 1920 · 1922 · 1924 · 1926 · 1928 · 1929 · 1930 · 1932 · 1934 · 1937 · 1940 · 1943 · 1946 · 1949 · 1952 · 1955 · 1958 · 1961 · 1964 · 1967 · 1970 · 1973 · 1976 · 1979 · 1979 · 1982 · 1985 · 1988 · 1991 · 1994 · 1997 · 2000 · 2003 · 2006 · 2009 · 2012 · 2015 · 2018 · 2021 · 2024 · 2027